# David Pate
David Pate (n. 16 de abril de 1962 en Los Ángeles, California, Estados Unidos) es un exjugador de tenis de los Estados Unidos que llegó ocupar el puesto de N.º 1 del mundo en dobles.

## Torneos de Grand Slam

### Campeón Dobles (1)
| Año  | Torneo               | Pareja      | Oponentes en la final         | Resultado       |
| 1991 | Abierto de Australia | Scott Davis | Patrick McEnroe David Wheaton | 6-7 7-6 6-3 7-5 |

### Finalista Dobles (1)
| Año  | Torneo  | Pareja      | Oponentes en la final         | Resultado       |
| 1991 | US Open | Scott Davis | John Fitzgerald Anders Järryd | 3-6 6-3 3-6 3-6 |